# Vicente, Sabina e Cristeta
Vicente, Sabina e Cristeta (Talavera de la Reina, Espanha, século III - Ávila (Espanha), 304), foram três irmãos perseguidos e martirizados como cristãos durante o Império de Diocleciano. São venerados como santos e mártires pela Igreja Católica.
Segundo a tradição, os irmãos Vicente, Sabina e Cristeta nasceram em Ébora de Carpetânia (atual Talavera de la Reina, município da província de Toledo). É comum associar Ébora a Évora, Portugal. Por este motivo, são também conhecidos como os mártires de Évora.

## A História

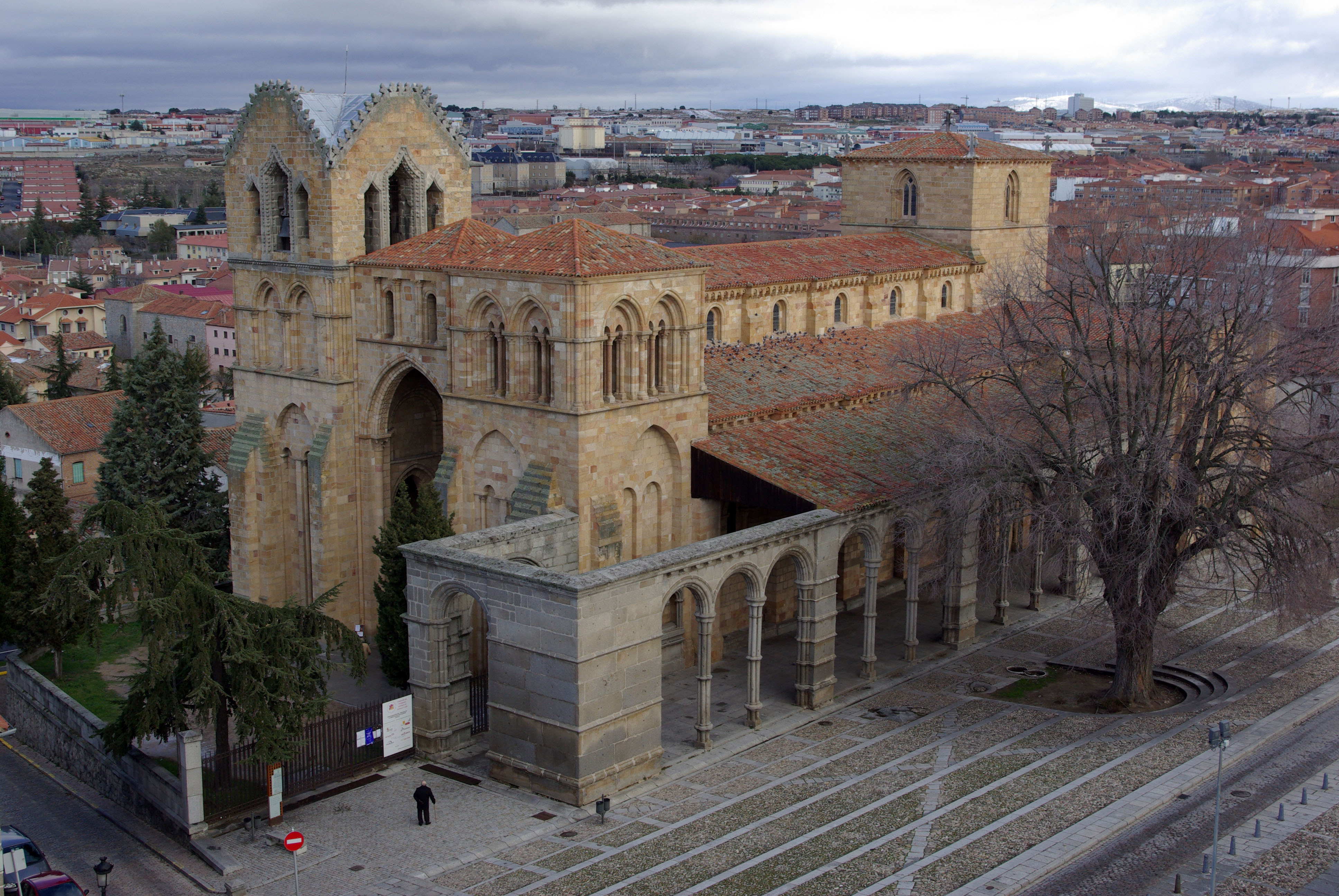
Basílica dos Santos Irmãos Mártires Vicente, Sabina e Cristeta, em Ávila

Durante o reinado Diocleciano e Maximiano, o presidente Públio Daciano foi o responsável pela grande perseguição aos cristãos na Península Ibérica, com o objetivo de extinguir a religião. Segundo registros, a chegada de Daciano a Barcelona ocorreu em julho de 304. A perseguição na Espanha inicia-se na Hispânia Tarraconense (Gerona, Barcelona, Saragoça e Calahorra), continua na Hispânia Cartaginense (Alcalá de Henares e Toledo), e segue para Lusitânia (Ávila, Lisboa, Mérida e Braga) e Andaluzia (Córdoba, Sevilha e Écija), à medida em que o presidente empreendia suas viagens por estes territórios.
A fonte que narra vida destes irmãos é o hino Huc vos gratifice, anterior ao século IX, atribuído à época dos visigodos, que contém relatos anteriores à invasão muçulmana da Península Ibérica. O hino era cantado em Ávila, elogiava o martírio, mas não contava os feitos dos irmãos. A hagiografia provém destes textos .

## Hagiografia
Os irmãos Vicente, Sabina e Cristeta nasceram em Ébora de Carpetânia (atual Talavera de la Reina, município da província de Toledo), na rua Granada, atual Santa Lucia. Educado na fé cristã, o jovem Vicente vivia uma vida virtuosa. Praticava o culto cristão apesar das proibições. Por este motivo, foi delatado para Daciano. Este ordena que o coloquem diante de uma estátua de Júpiter para obrigá-lo a prestar o culto imperial. Os guardas levam de casa com este objetivo, porém, segundo a tradição, no caminho ocorre um prodígio: uma pedra amolece, prendendo os pés e o báculo de Vicente. Diante disto, os guardas o deixam.
Ao retornar para casa, Vicente foge com suas irmãs Sabina e Cristeta através da serra que hoje tem seu nome. Daciano ordena sua busca. Os três foram capturados perto de Ávila. Por recusarem o culto aos deuses imperiais, foram cruelmente martirizados. Seus restos mortais encontram-se na Basílica de São Vicente de Ávila. Seu sepulcro constitui um belo monumento da arte românica espanhola. Nela estão esculpidas passagens da vida destes mártires.
Suas relíquias foram transladadas diversas vezes. Primeiro, para protege-las da invasão muçulmana, foram transportados ao Mosteiro de San Pedro de Arlanza em 1063. Em 1835, devido à má conservação do mosteiro, foram levadas à igreja maior de São Cosme e Damião, de Covarrubias. A seguir, foram destinadas à Capela dos Mártires da Catedral de Burgos. Em 2002, parte das relíquias retornou à Basílica de São Vicente, em Ávila.